# Dharanindravarman II
Dharanindravarman II (Paramanishkalapada), anh em họ của vua Suryavarman II,:120 là vua của Đế quốc Khmer từ 1150 đế 1160. Con trai ông là Jayavarman VII sau này là một trong người xây dựng đế đô Angkor tham vọng nhất, là một trong những vị vua có thành tựu lớn về kiến trúc, quân sự.